# Christophe Boltanski
Christophe Boltanski (Boulogne-Billancourt, 10 juli 1962) is een Franse journalist en schrijver. In 2015 heeft hij de Prix Femina gewonnen voor zijn roman La Cache (Nederlandse vertaling: De Schuilplaats).

## Levensloop
Christophe Boltanski is de zoon van de socioloog Luc Boltanski. De beeldend kunstenaar Christian Boltanski is zijn oom. Christophe woonde vanaf zijn 13e jaar bij zijn grootouders in de Parijse wijk Faubourg Saint-Germain, in het chique herenhuis dat hij beschrijft in zijn roman La Cache. Hij zat op het Collège Lavoisier een gerenommeerde openbare middelbare school, gevestigd in het  Quartier Latin.
Van 1981 - 1984 studeerde hij economische en sociale politiek aan het Sciences Po in Parijs.
Hij volgde een graduate course Media and politics aan de City University of New York in 1984-1985. 
In 1987 voltooide hij zijn opleiding tot journalist aan het Centre de Formation des Journalistes (CFJ) in Parijs.
Na zijn studies vervulde Christophe Boltanski zijn sociale dienstplicht bij de Franstalige Egyptische krant Le Progrès égyptien. Van 1989 tot 2007 was hij in dienst van het Franse dagblad Libération. Voor deze krant werkte hij als oorlogscorrespondent tijdens de Golfoorlog van 1990-1991. Hij was vervolgens correspondent in Jeruzalem (1995-2000) en in Londen (2000-2004) en werkte daarna na enkele jaren als co-chef van de buitenlandredactie.
Van 2007 tot 2017 werkte hij bij het opinieweekblad Le Nouvel Observateur/L'Obs. 
In 2010 ontving hij de Prix Bayeux-Calvados des correspondants de guerre voor de reportage Les Mineurs d'enfer. Deze reportage over  de mijnwerkers van een mijn in de regio Walikale, Noord-Kivu, (Congo) maakte hij samen met de fotograaf Patrick Robert.
In februari 2017 werd hij hoofdredacteur van de onafhankelijke nieuwssite RevueXXI.

## Auteurschap

### Boeken over het Midden-Oosten
In de periode dat Boltanski voor Libération werkte schreef hij drie boeken over het Midden-Oosten. 
Les Sept Vies de Yasser Arafat, een biografie over het leven van Yasser Arafat verscheen in 1997. 
Samen met Farah Mébarki en Rémi Benali publiceerde hij in 2000 een boek over de geschiedenis van Bethlehem: Bethléem : 2000 ans de passion.
In 2006 publiceerde hij, samen met zijn collega journalist Éric Aeschimann, het boek Chirac d'Arabie, Les mirages d'une politique française, waarin zij de Midden-Oosten politiek van de Franse president Jacques Chirac analyseren.
In 2016 publiceerde Boltanski het boek Minerais de sang, les esclaves du monde moderne, waarin hij verslag doet van zijn onderzoek naar de samenhang tussen de mijnindustrie in Congo en de international handel in grondstoffen die onmisbaar zijn voor de productie van elektronische apparatuur.

### Romans

#### La Cache(De schuilplaats)
La Cache is de eerste roman van Christophe Boltanski. Zijn persoonlijke herinneringen vormen de basis voor dit ontroerende relaas over de geschiedenis van zijn familie.
Boltanski vertelt over zijn grootvader Étienne, een vooraanstaand medisch specialist en over diens ouders, Russische joden die afkomstig zijn uit Odessa en rond 1895 naar Frankrijk zijn geëmigreerd.
En hij schrijft over zijn grootmoeder Myriam, een invalide vrouw, afkomstig uit Bretagne en auteur van enkele autobiografische romans die mede als bron voor La Cache hebben gediend.
Het hechte gezin dat het grote appartement in het herenhuis aan de Rue de Grenelle bewoont, wordt beschreven door de ogen van kleinzoon Christophe. Hij schrijft over zijn familie aan de hand van de verschillende kamers van het appartement. Hij beschrijft hoe het huis en zijn bewoners met elkaar verweven zijn. Het huis geeft bescherming, het is een middel om te overleven. In de Rue de Grenelle houdt Myriam houdt het gezin bij elkaar en zorgt zij ervoor dat haar man de Tweede Wereldoorlog overleeft.

#### Le Guetteur(De voyeur)
In De voyeur verbindt Boltanski wederom een gedeelte van zijn familiegeschiedenis met een grote gebeurtenis uit de Franse geschiedenis. Boltanski schrijft over de ontluisterende laatste jaren van zijn moeder, waarin zij zichzelf van de wereld afsluit in haar zwaar vervuilde appartement in Parijs.
Bij het opruimen van dit appartement komt hij persoonlijke papieren tegen aan de hand waarvan hij probeert om haar leven te reconstrueren. Het meest intrigerende deel is haar bijdrage aan het studentenverzet tegen de Franse koloniale politiek in Algerije in de jaren ’50.
Het boek is voorzien van een nawoord van Volkskrant redacteur Ariejan Korteweg.

#### Les vies de Jacob(De levens van Jacob)
Boltanski krijgt een fotoalbum in handen met 369 foto’s en een adreslabel van de geportretteerde: Jacob B’chiri. Het album bevat alleen portretten die genomen zijn in een fotoautomaat. Het album, door Boltanski beschouwd als een soort kunstwerk, laat hem niet los. In zijn roman doet hij verslag van zijn zoektocht naar het levensverhaal van B’chiri.

#### King Kasaï
In de Franstalige serie 'Ma nuit au Musée' laat een schrijver zich voor een nacht opsluiten in een museum. Boltanski heeft een nacht doorgebracht naast de reusachtige, opgezette olifant King Kasaï in het AfricaMuseum in Tervuren. Daar piekert hij over de pogingen van het museum om in het reine te komen met het koloniale verleden.

## Werken
Non-fictie
- 1997 Les Sept Vies de Yasser Arafat (avec Jihane El Tahri), Éditions Grasset
- 2000 Bethléem : 2000 ans de passion (avec Farah Mébarki et Rémi Benali), Librairie Jules Tallandier
- 2006 Chirac d'Arabie (Les Mirages d'une politique française) (avec Éric Aeschimann), Grasset
- 2014 Minerais de sang : Les esclaves du monde moderne, Gallimard

Romans
- 2015 La Cache, Éditions Stock. Nederlandse vertaling: De Schuilplaats. Vertaald door Prescilla van Zoest. Uitgeverij Cossee, Amsterdam, 2016. ISBN 9789059366916
- 2018 Le Guetteur, Éditions Stock. Nederlandse vertaling: De voyeur. Vertaald door Prescilla van Zoest. Uitgeverij Cossee, Amsterdam, 2016. ISBN 9789059368804
- 2021 Les vies de Jacob, Éditions Stock. Nederlandse vertaling: De levens van Jacob. Vertaald door Prescilla van Zoest. Uitgeverij Cossee, Amsterdam, 2022. ISBN 9789464520286
- 2023 King Kasaï, Éditions Stock, 2023. Nederlandse vertaling: King Kasaï. Een nachtelijke zoektocht naar het koloniale verleden. Vertaald door Prescilla van Zoest. Uitgeverij Cossee, Amsterdam, 2024. ISBN 9789464521306
- 2024 La fermière tuée par sa vache et autres faits divers, Éditions Zadig.

## Links
- Virtual International Authority File (VIAF): 61683000
- (fr) Enkele interviews met Boltanski op FranceInter

- Bibsys: 1470399607587
- Bibliothèque nationale de France: cb13088486t (data)
- Gemeinsame Normdatei: 1077678096
- International Standard Name Identifier: 0000 0000 4448 0131
- Library of Congress Control Number: n97073136
- Nationale Bibliotheek van Tsjechië: jo2016918108
- Nationale Bibliotheek van Israël: 987007313394105171
- Nederlandse Thesaurus van Auteursnamen: 344044815
- Réseau des bibliothèques de Suisse occidentale: 02-A006178200
- Istituto Centrale per il Catalogo Unico: IEIV045696
- Système universitaire de documentation: 057459878
- Virtual International Authority File: 61683000
- WorldCat: E39PBJdcvvTr3YkMrYqx7RBF8C